# Sex on the Beach (nummer)
Sex on the Beach is een liedje van de Nederlandse danceact T-Spoon. Het nummer kwam uit in 1997 en behaalde toen de 6e plaats in de Nederlandse Top 40. In 2020 maakte de band van dit nummer een remake voor het tv-programma Even tot hier onder de titel  "Mes op de pit (Avocado-song)".